# Epilobophora obscuraria
Epilobophora obscuraria là một loài bướm đêm trong họ Geometridae.